# Holoplatys grassalis
Holoplatys grassalis är en spindelart som beskrevs av Zabka 1991. Holoplatys grassalis ingår i släktet Holoplatys och familjen hoppspindlar. Inga underarter finns listade i Catalogue of Life.